# Nieuwdorp (Zeeland)
Nieuwdorp is een dorp in de gemeente Borsele, gelegen in de Nederlandse provincie Zeeland. Op 31 december 2022 telde het dorp 1.309 inwoners. 

## Geschiedenis
Tot 1970 behoorde Nieuwdorp tot de gemeente 's-Heer Arendskerke. Het ontstaan van Nieuwdorp is nauw verbonden met de inpoldering van de West-Kraaijertpolder in de 17e eeuw. De heren van 's-Heer Arendskerke hadden het recht op alle op- en aanwassen tussen Walcheren en de Bevelanden, en ze benutten dit recht om deze nieuwe polder te creëren. Binnen de grenzen van de West-Kraaijertpolder werd een dorp gepland, dat bekend kwam te staan als het "Nieuwe Dorp in de West-Kraaijert." Het oorspronkelijke dorp van 's-Heer Arendskerke werd het "Oude Dorp" genoemd. In de loop der tijd werden ook omliggende polders ingepolderd, waaronder de Nieuwe-Westkraaijertpolder, Zuid-Kraaijert en Noord-Kraaijert. Laatstgenoemde leidde tot de oprichting van het naburige dorp Lewedorp, oorspronkelijk aangeduid als Noord Kraaijert. Nieuwdorp groeide van een nederzetting voor ontginners van de West-Kraayertpolder uit tot een volwaardig dorp. In 1821 kreeg het zijn eigen school.
Nieuwdorp ligt langs de N254, die Middelburg verbindt met de Westerscheldetunnel. Deze weg fungeert ook als scheiding tussen het dorp en het haven- en industriegebied Vlissingen-Oost, ook wel bekend als het Sloegebied. Veel inwoners van Nieuwdorp zijn werkzaam in dit industriële gebied.

## Cultuur
Het Bevrijdingsmuseum Zeeland bevindt zich in Nieuwdorp en is een historisch instituut dat de geschiedenis van de Tweede Wereldoorlog en de bevrijding van Zeeland door de geallieerden documenteert en viert. Het museum biedt inzicht in de gebeurtenissen en de betekenis van de bevrijding in de regio. 

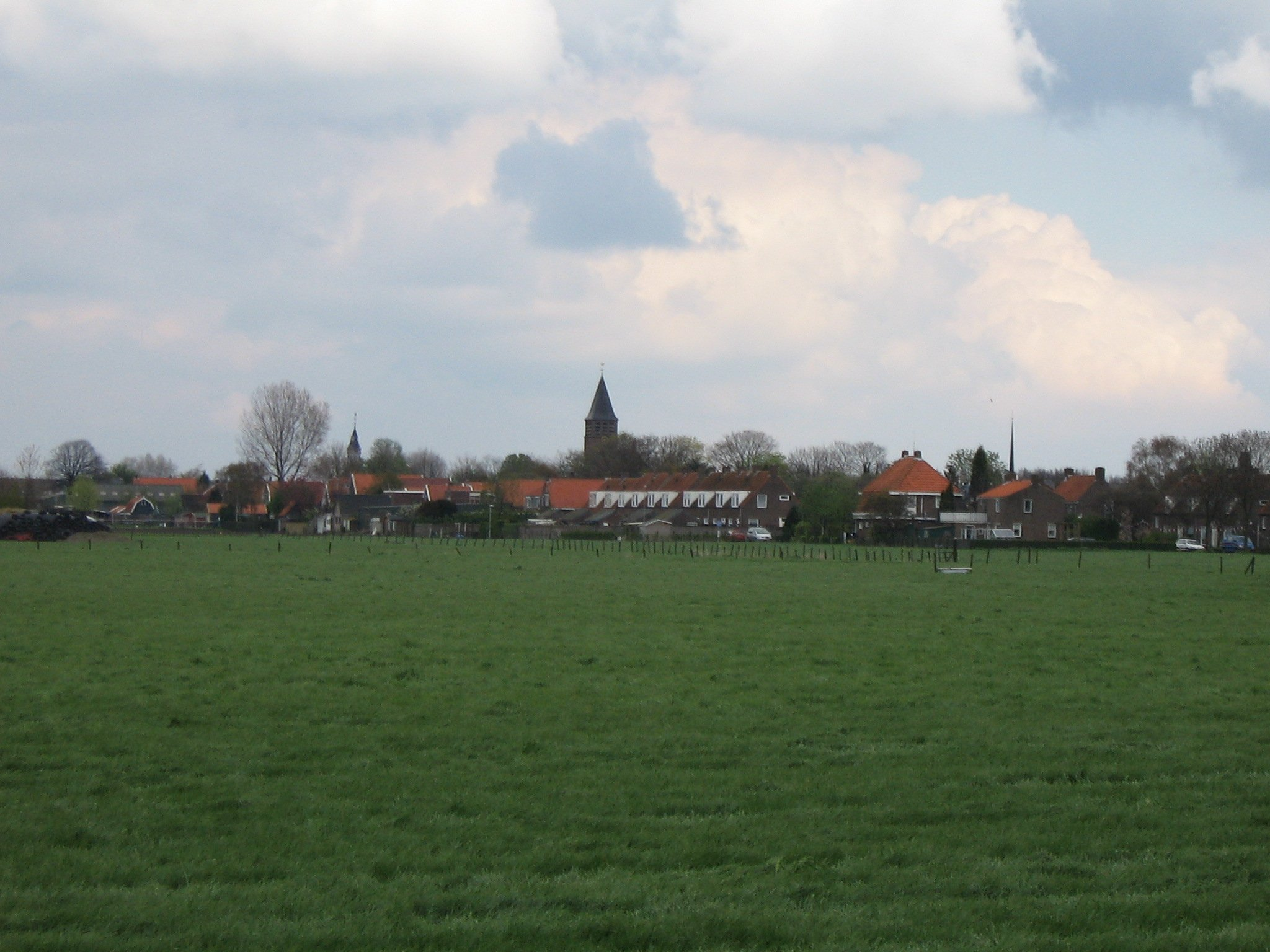
Blik op Nieuwdorp vanuit het westen

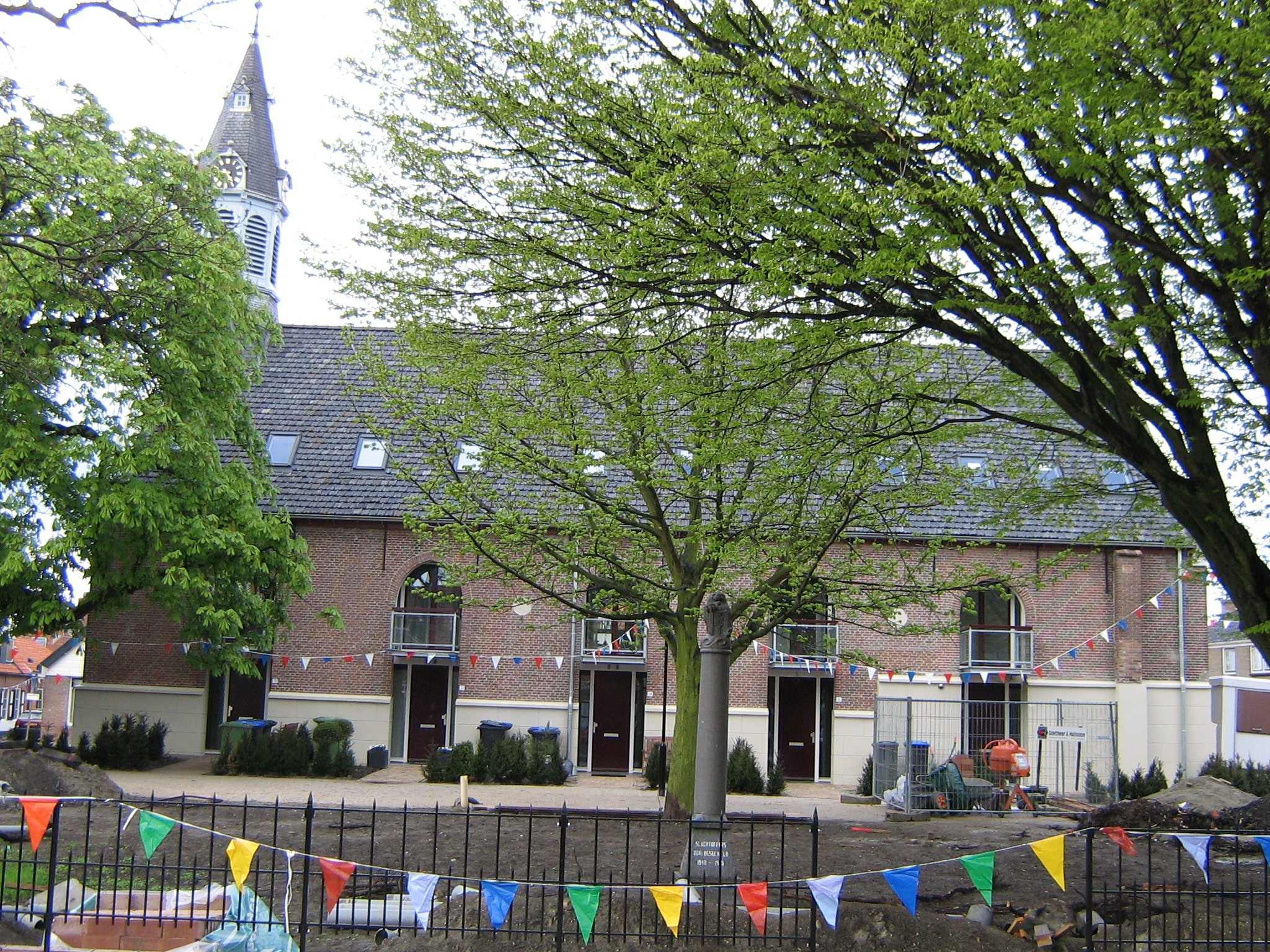
Voormalige kerk, ingericht voor bewoning

## Geboren in Nieuwdorp
- Adri Geelhoed
- Cornelis Steenblok